# Setherial
Setherial est un groupe suédois de black metal, originaire de Sundsvall.

## Histoire
Le groupe est formé en 1993 par Kheeroth, Zathanel, Devothan et Mysteriis. Avec Kraath et Infernus, ils enregistrent en 1994 une démo intitulée A Hail to the Faceless Angels, suivie plus tard d'un EP et d'un split. En mars 1996, le premier album Nord... sort. Il s'inspire principalement du style de leurs compatriotes Dissection ainsi que du groupe norvégien Emperor, et contient des chansons très longues, jusqu'à 14 minutes. L'album est considéré comme le meilleur du groupe et constitue une publication importante du black metal suédois. Il est mixé par Peter Tägtgren.
Lords of the Nightrealm suit en 1997. À partir de cet album, ils enregistrent des chansons plus courtes et plus rapides avec des structures de chansons plus simples, comparables à celles de Marduk et Dark Funeral, du fait que Moloch a repris le poste de batteur de Zathanel. En 1999, Wrath de Naglfar devient le nouveau chanteur et le reste jusqu'en 2003. Cette même année, le groupe sort la compilation  From the Ancient Ruins qui attire l'intérêt de la presse spécialisée,, ainsi que l'album Endtime Divine,,.
Leurs deux dernières sortis connues sont les EP Treason (2011) et Firestorms (2013). Depuis, le groupe ne semble plus donner signe d'activité. Mysteriis et Kraath étaient toujours actifs, Infaustus et Empyrion faisaient également partie des membres en activité.

## Discographie
- 1994 : A Hail to the Faceless Angels (démo)
- 1995 : För dem mitt blod (EP)
- 1996 : Arte de Occulta (split)
- 1996 : Nord... (album)
- 1997 : Lords of the Nightrealm (album)
- 1999 : Hell Eternal (album)
- 2003 : From the Ancient Ruins (compilation)
- 2003 : Endtime Divine (album)
- 2006 : Death Triumphant (album)
- 2008 : Nord... / Hell Eternal (compilation)
- 2010 : Ekpyrosis (album)
- 2011 : Treason (EP)
- 2013 : Firestorms (EP)